# Moutiers (Ille-et-Vilaine)
Moutiers (bret. Mousterioù) – miejscowość i gmina we Francji, w regionie Bretania, w departamencie Ille-et-Vilaine.
Według danych na rok 1990 gminę zamieszkiwało 638 osób, a gęstość zaludnienia wynosiła 36 osób/km² (wśród 1269 gmin Bretanii Moutiers plasuje się na 755. miejscu pod względem liczby ludności, natomiast pod względem powierzchni na miejscu 570.).